# Stephanie Au
Hoi-shun Au, detta Stephanie (歐鎧淳S; Hong Kong, 30 maggio 1992), è una nuotatrice hongkonghese.

## Carriera
Stephanie Au partecipa all'età di sedici anni alle Olimpiadi di Pechino 2008, gareggiando nei 200 m stile libero (31º posto), nei 400 m stile libero (24º posto) e negli 800 m stile libero (29º posto). Ai Giochi dell'Asia orientale di Hong Kong 2009 vince due medaglie d'argento nelle staffette 4x100m stile libero e 4x200m stile libero, e a livello individuale ottiene due bronzi nei 200m stile libero e nei 400m stile libero. Partecipa poi ai Giochi asiatici di Canton 2010 vincendo la medaglia di bronzo nella staffetta 4x100m stile libero.
Disputa la sua seconda Olimpiade a Londra nel 2012 prendendo parte alla gara dei 100 m dorso (39º posto) e dei 200 m dorso (36º posto). Viene scelta come portabandiera di Hong Kong alle successive Olimpiadi di Rio de Janeiro 2016, dove scende in vasca nella staffetta 4x100 m misti chiusa da Hong Kong al 14º posto.

## Palmarès
- Giochi asiatici

Canton 2010: bronzo nella 4x100m sl.
Incheon 2014: bronzo nella 4x100m sl, nella 4x200m sl e nella 4x100m misti.
Giacarta 2018: argento nella 4x100m misti e bronzo nella 4x100m sl.
Hangzhou 2023: bronzo nella 4x100m sl e nella 4x100m misti.
- Giochi dell'Asia orientale

Hong Kong 2009: argento nella 4x100m sl e nella 4x200m sl, bronzo nei 200m sl e nei 400m sl.
Tientsin 2013: argento nei 50m dorso; bronzo nella 4x100 m misti, nella 4x100 m sl e nella 4x200 m sl.
- Universiadi

Gwangju 2015: argento nei 50m dorso.
- Giochi asiatici giovanili

Singapore 2009: argento nella 4x100m misti, bronzo nei 50m sl e nei 400m sl.